# Roland Foster

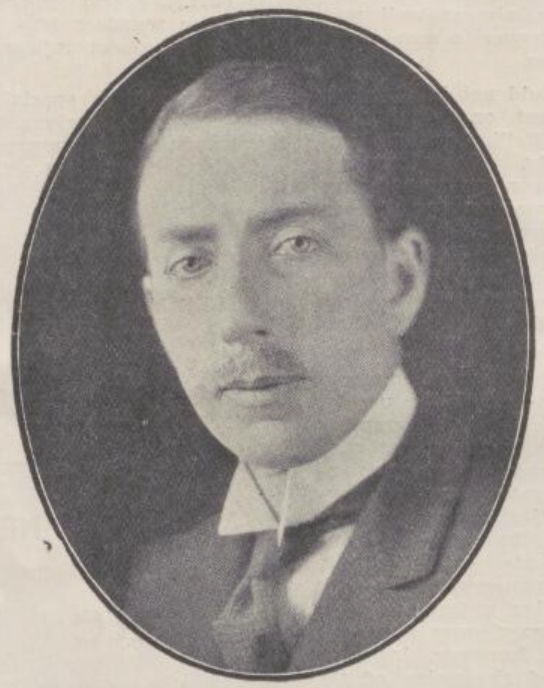
Roland Foster

Roland Foster (* 12. Juli 1879 in Dundalk; † 1. November 1966 in Sydney) war ein australischer Sänger und Musikpädagoge.
Foster arbeitete zunächst als leitender Angestellter eines Großhandelskaufmanns in Nordengland. Er begann dann eine Gesangsausbildung bei Eugène Goossens, die er bei Frederick Austin fortsetzte. Er gewann 1902 ein Stipendium für das Hampstead Conservatoire of Music und studierte schließlich von 1904 bis 1907 an der Guildhall School of Music. Aus gesundheitlichen Gründen verlegte er sich dann auf die Lehrtätigkeit und das Musikmanagement.
1912 begleitete er Clara Butt und Kennerley Rumford als Sekretär und Manager auf einer Welttournee. 1913 kamen sie im australischen Sydney an, wo Foster sich auf Clara Butts Rat als Gesangslehrer niederließ. 1916 holte ihn Henri Verbrugghen als Gesangslehrer an der State Conservatorium of Music, wo er bis 1962 unterrichtete. Zu seinen zahlreichen Schülern zählten Rosa Alba, Essie Ackland, Raymond Beatty und Geoffrey Chard.
Daneben betätigte sich Foster ab 1925 auch als Juror an Gesangswettbewerben in Australien und Neuseeland. 1934 übernahm er die Leitung der Opernschule des Konservatoriums und begann, Rundfunkopern zu produzieren. Außerdem war er von 1932 bis 1936 Präsident des Music Week Movement, von 1933 bis 1936 Direktor des City of Sydney Eisteddfod und von 1950 bis 1963 Präsident der Sydney Royal Philharmonic Society.
Auf Europareisen wurde Foster 1919 Mitglied der Society of English Singers und 1927 Fellow der Guildhall School of Music und wurde 1954 mit dem Order of the British Empire ausgezeichnet. Er verfasste zwei populäre Lehrbücher (Vocal Success, 1934; Competitive Singing, 1941) und veröffentlichte 1949 eine Autobiographie unter dem Titel Come Listen to My Song.